# Stanton (Kentucky)
Stanton es una ciudad ubicada en el condado de Powell en el estado estadounidense de Kentucky. En el Censo de 2010 tenía una población de 2733 habitantes y una densidad poblacional de 511,25 personas por km².

## Geografía
Stanton se encuentra ubicada en las coordenadas 37°50′50″N 83°51′26″O / 37.84722, -83.85722. Según la Oficina del Censo de los Estados Unidos, Stanton tiene una superficie total de 5.35 km², de la cual 5.34 km² corresponden a tierra firme y (0.15%) 0.01 km² es agua.

## Demografía
Según el censo de 2010, había 2733 personas residiendo en Stanton. La densidad de población era de 511,25 hab./km². De los 2733 habitantes, Stanton estaba compuesto por el 97.8% blancos, el 0.4% eran afroamericanos, el 0.07% eran amerindios, el 0.4% eran asiáticos, el 0% eran isleños del Pacífico, el 0.59% eran de otras razas y el 0.73% pertenecían a dos o más razas. Del total de la población el 1.17% eran hispanos o latinos de cualquier raza.